# 피에르 부르디외
피에르 부르디외(프랑스어: Pierre Bourdieu, 1930년 8월 1일 ~ 2002년 1월 23일)는 프랑스의 사회학자이다. 사회학을 '구조와 기능의 차원에서 기술하는 학문'으로 파악하였으며, 신자유주의를 비판하였다. 알제리 사회학, 재생산, 구별짓기, 호모 아카데미쿠스, 텔레비전에 대하여, 경제학의 구조 등의 저서를 남겼다. 그가 제창한 아비투스의 개념은 유명하다.
프랑스의 사회학자이자 참여 지식인이며, 파리 사회과학고등연구원(EHESS)과 프랑스 최고 학술기관인 콜레주 드 프랑스의 사회학 교수로, 1930년 프랑스 남부 베아른의 작은 농촌 마을에서 태어났다.
파리의 명문 루이 르 그랑 고등학교를 거쳐 파리 고등사범학교를 졸업한 뒤 25세 때 교수 자격시험에 합격하였다. 이어 지방 고등학교 교사를 거쳐 알제리대학 조교로 근무하면서 저술 활동을 시작해 1958년, 첫번째인저서《알제리 사회학》을 발표하고, 34세에 파리 고등실천학교 학과장으로 부임하였다.
1968년 유럽사회학센터를 설립하고 《사회학연구》를 발행하기 시작, 이 잡지에 활발한 연구논문을 발표하면서 이른바 '부르디외 학파'를 형성하고, 이때부터 사회학을 '구조와 기능의 차원에서 기술하는 학문'으로 파악하는 한편, 후기 구조주의 입장에서 구조와 행위의 관계를 설명하는 입장을 취했다.
즉 사회구조를 객관적으로 분석하는 관점을 고수하면서, 사회학적 방법론과는 거리가 먼 문화예술 현상에도 관심을 가지고 미학적 인식이 사회적으로 구성되어가는 방식 등에 관한 저서를 잇달아 발표했다. 1970년에는 학교의 독립성과 중립성이 환상에 불과하다는 내용을 다루면서 구조와 행위의 통합을 꾀한 역저 《재생산》을 출간해 사회적으로 큰 반향을 불러일으켰다.
51세 때인 1981년 콜레주 드 프랑스 교수로 취임한 이후 활발한 저술 활동을 하는 틈틈이 현실 참여에도 앞장서 텔레비전에 출연해 언론 기자들을 비판하고, 실업자들을 지지하며, 문명 파괴 반대 운동에도 참여하는 등 행동하는 지식인이라는 평가를 받았다. 또 신자유주의자들을 강하게 비판하면서 이들에 저항하기 위해서는 범세계적인 지식인 연대가 필요하다고 주장했다.
대표적인 저서에는 《상속자들》(1964), 《재생산》(1970),《실천이론 개요》(1972), 《구별짓기》(1979), 《실천감각》(1980),《호모 아카데미쿠스》(1984), 《국가귀족》(1989), 《텔레비전에 대하여》(1996), 《맞불》(1998), 《경제학의 구조》(2000) 등이 있다. 사후 콜레주드프랑스 강의록이 연속 출간되었으며, 생전 기획한 총서 '소우주'는 부르디외 자신의 개별 장들에 대한 분석을 종합해 장이론의 사회학적 분석을 한눈에 확인할 수 있는 《소우주: 장의 이론》(2022)가 첫번째 책으로 출간되었다.
대산문화재단 초청으로 2000년 9월 26일부터 3일간 세종문화회관에서 열린 '2000 서울 국제문학 포럼'에 문학비평가이자 문학사회학자인 파스칼 카사노바와 함께 참가하기도 하였다. 그 무렵, 사회과학고등연구원의 정치학 교수인 베르트랑 정(한국명 정성배)과의 대담이 한 중앙일간지에 특집으로 실리기도 했다.

## 이론
- 상징적 폭력

피에르 부르디외의 저서 <<구별짓기>>의 내용은 다음과 같다. 『구별짓기』는 8개의 장과 결론으로 구성되어 있다. 1장에서는 프랑스가 대혁명을 거친 후 200년이 지났지만, 여전히 귀족적 사회제도를 유지하고 있다는 총체적인 비판을 가한다. 2장과 3장에서는 사회변동의 방법론을 설명하고, 사회학에서 일상 세계를 분석의 대상으로 설정해야 하는 이유와 구체적인 문화분석의 사례들을 보여주고 있다. 『구별짓기』에서 가장 중요한 부분은 현대사회에서 계급의 위치와 그들의 행위를 설명하고 있는 5, 6, 7장의 계급론이다(5장은 지배계급론, 6장은 중간계급론, 7장은 피지배계급론이다). 8장은 문화분석의 사례를 정치적 영역에 적용한 경우이다. 프랑스 사람들이 자신의 계급적 기반과 어긋나는 행동을 하는 것, 예컨대 노동자들이 보수 정당에 표를 던지는 경우가 현대 정치에서 대단히 큰 논란거리가 되고 있는데, 이러한 문제를 설명하는 데 부르디외의 해석은 큰 실마리를 준다.
『구별짓기』의 마지막 결론 부분은 방법론에 대한 논의가 많아 대단히 전문적 지식을 요구한다. 그러나 그의 결론을 1장과 연결지어 해석해보면, 결국 프랑스가 자유·평등·형제애를 기본이념으로 하여 혁명을 이루어낸 후 지금까지 200년이 지났건만 현대사회가 과연 이러한 이념들을 제대로 실현했는가는 대단히 의문스러우며, 여전히 보이지 않는 불평등이 사회 곳곳에 남아 있다는 것이다. 그는 이러한 불평등 상태가 과거와는 달리 문화적 생활양식을 통해 개인의 무의식과 습관을 지배하고 있으며, 바로 이러한 연유로 해서 현대사회의 권력관계가 쉽게 가시화되지 않는다고 말한다. 이것이 바로 부르디외가 주장하는 상징적 폭력의 실체이다. 우리는 일종의 보이지 않는 문화권력의 그물망에서 평등의 실체를 망각하고 계급적 불평등에 익숙한 채 살아가고 있다.
- 장 이론

구체적으로 살펴보면 부르디외의 이론 속에 장 개념이 전면적으로 등장하게 되는 계기는 1966년에 발표한 「지적 장과 창조적 기획」이라는 논문이다. 이 논문에서 그는 지적 작품의 창조성은 작가의 순수한 기획이라기보다는 작가가 속한 사회적 요구와 제약 속에서 형성된 것이라는 사실을 부각시킨다. 즉, 창작자가 자신의 작품과 맺는 관계는 '사회적 관계의 체계'에 의해, 더 정확하게는 '지적 장의 구조 내에서 창작자의 위치'에 의해 영향을 받는다는 것이다.
창조적 지식이나 예술작품들은 장 안에 있는 행위자들의 상대적 위치와 장을 지배하는 구조적 규칙의 상호작용이 만들어낸 결과물이다. 지식이나 예술작품들은 학자나 예술가가 속한 사회의 속성과 구조의 규칙들에 따라 일정한 형태를 띠고 나타나기 때문이다. 예를 들어 소위 예술가들은 자신이 속한 계급적 위치에 따라 일정한 교육 과정을 밟게 되며, 이것은 그들에게 공통된 아비투스를 갖도록 유도한다. 그런데 이것은 사회 전체적으로 보면 예술품이나 지식을 대하는 사회구성원들의 사회적 무의식과 같은 역할을 하게 되고, 이것을 근거로 문화재에 대한 가치 판단이 결정된다.
부르디외에 따르면, 사회는 개인이나 집단들의 무질서한 집합체이거나 계급들의 위계화된 피라미드이기보다는, 서로 영향을 주고받으며 연결되어 있는 수많은 장들이 접합된 다차원의 위치공간이다. 그리고 이러한 장 안에서 개인들은 자신이 점유한 위치에 따라 상이한 행동전략을 펼치게 된다. 이때 행위자들의 위치는 보유자본의 총량과 그 총량의 내부구성에 의해서 결정된다.
이윤을 확보할 수 있는 자본의 개념은 현대사회에서 다음과 같은 형식으로 확대될 수 있다.
- 첫째, 경제자본 : 돈으로 즉각적이고 직접적으로 전환이 가능하고 소유권의 형식 속에 제도화되어 있는 이 자본은 생산의 상이한 요소등(토지, 공장, 노동력 등)과 '각종 재화들(자산, 수입, 소유물 등)로 구성된다.

- 둘째, 정보자본 : 여기에는 문화자본이 포함된다. 정보자본은 받아들여진 정보를 구조화하고 알 수 있게 해주는 각종 정보와 성향의 저장물(stock)이다. 문화자본은 가족에 의해 전수되거나 교육체계에 의해 생산되는데, 대개 세 가지 상태로 존재한다. 먼저 자연스러운 말투나 몸짓처럼 지속적인 성향으로서 '체화된(incorporé)' 상태이다. 다음으로 책, 미술품 등의 다양한 문화재화로서 '대상화된' 상태이다. 끝으로 자격을 부여하는 승인 형식의 '제도화된' 상태이다.

- 셋째, 사회(관계)자본 : 한 개인이나 집단이 동원하고 활용할 수 있는 사회적인 연줄과 관계망으로서 정의되는 이 자본은 예를 들면, 귀족이라는 명칭 안에 제도화될 수 있다. 이 자본을 소유하기 위해서는 관계를 만들고 관리하는 '사교성의 노동(초대, 집단적 오락, 클럽에의 가입 등)'이 요구된다.[2]

- 아비투스(habitus)

아비투스(habitus)란 특정한 환경에 의해 형성된 성향, 사고, 인지, 판단과 행동체계를 의미한다. 집단 내에 존재하는 동질적 특정과 집단 간에 존재하는 배타적 이질성으로 계급구성원들의 문화적 행동특성을 나타내는 개념이다.

## 주요 저서
- 《알제리의 사회학》(1958)
- 《상속자들》(1964)
- 《재생산》(1970)
- 《실천이론의 개요》(1972)
- 《구별짓기》(1979)
- 《실천감각》(1980)
- 《호모 아카데미쿠스》(1984)
- 《국가귀족》(1989)
- 《텔레비전에 대하여》(1996)
- 《맞불》(1998)
- 《경제학의 구조》(2000)

## 같이 보기
- 문화 자본
- 사회 자본
- 구조와 기관

## 참고 문헌
- 중앙일보 고 프랑스 사회학자 피에르 부르디외
- 한겨레 지식인이여, 누구 편에 설 것인가 보관됨 2006-01-17 - 웨이백 머신